# 24. ceremonia wręczenia nagród Gildii Aktorów Ekranowych
24. ceremonia wręczenia nagród Gildii Aktorów Ekranowych za rok 2017, odbyła się 21 stycznia 2018 roku, tradycyjnie w Shrine Exposition Center w Los Angeles.
Galę wręczenia nagród transmitowała stacja TNT. Nagrody zostały przyznane za wybitne osiągnięcia w sztuce aktorskiej w minionym roku. Wyboru dokonuje blisko 165. tysięcy członków Gildii Aktorów Ekranowych. Prowadzącą galę była Kristen Bell.
Nominacje do nagród ogłoszone zostały 13 grudnia 2017 roku, a prezentacji dokonały Olivia Munn i Niecy Nash przy udziale wiceprezydenta SAG-AFTRA Gabrielle Carteris. Nominacje zaprezentowano podczas konferencji w Pacific Design Center’s SilverScreen Theater w West Hollywood.
Nagrodę za osiągnięcia życia otrzymał Morgan Freeman.

## Laureaci i nominowani
Laureaci nagród wyróżnieni są wytłuszczeniem

### Produkcje kinowe

#### Wybitny występ aktora w roli pierwszoplanowej
- Gary Oldman – Czas mroku jako Winston Churchill
  - Timothée Chalamet – Tamte dni, tamte noce jako Elio Perlman
  - Daniel Kaluuya – Uciekaj! jako Chris Washington
  - Denzel Washington – Roman J. Israel, Esq. jako Roman J. Israel

#### Wybitny występ aktorki w roli pierwszoplanowej
- Frances McDormand – Trzy billboardy za Ebbing, Missouri jako Mildred Hayes
  - Judi Dench – Powiernik królowej jako królowa Victoria
  - Sally Hawkins – Kształt wody jako Elisa Esposito
  - Margot Robbie – Jestem najlepsza. Ja, Tonya jako Tonya Harding
  - Saoirse Ronan – Lady Bird jako Christine „Lady Bird” McPherson

#### Wybitny występ aktora w roli drugoplanowej
- Sam Rockwell – Trzy billboardy za Ebbing, Missouri jako Jason Dixon
  - Steve Carell – Wojna płci jako Bobby Riggs
  - Willem Dafoe – Projekt Floryda jako Bobby Hicks
  - Woody Harrelson – Trzy billboardy za Ebbing, Missouri jako Bill Willoughby
  - Richard Jenkins – Kształt wody jako Giles

#### Wybitny występ aktorki w roli drugoplanowej
- Allison Janney – Jestem najlepsza. Ja, Tonya jako LaVona Golden
  - Mary J. Blige – Mudbound jako Florence Jackson
  - Laurie Metcalf – Lady Bird jako Marion McPherson
  - Hong Chau – Pomniejszenie jako Ngoc Lan Tran
  - Holly Hunter – I tak cię kocham jako Beth Gardner

#### Wybitny występ zespołu aktorskiego w filmie kinowym
- Trzy billboardy za Ebbing, Missouri
  - I tak cię kocham
  - Uciekaj!
  - Lady Bird
  - Mudbound

#### Wybitny występ zespołu kaskaderskiego w filmie kinowym
- Wonder Woman
  - Baby Driver
  - Kształt wody
  - Logan
  - Wojna o planetę małp

### Produkcje telewizyjne

#### Wybitny występ aktora w miniserialu lub filmie telewizyjnym
- Alexander Skarsgård – Wielkie kłamstewka jako Perry Wright
  - Benedict Cumberbatch – Sherlock: Zakłamany detektyw jako Sherlock Holmes
  - Jeff Daniels – Bezbożnicy jako Frank Griffin
  - Robert De Niro – Arcyoszust jako Bernard Madoff
  - Geoffrey Rush – Geniusz jako Albert Einstein

#### Wybitny występ aktorki w miniserialu lub filmie telewizyjnym
- Nicole Kidman – Wielkie kłamstewka jako Celeste Wright
  - Laura Dern – Wielkie kłamstewka jako Renata Klein
  - Jessica Lange – Konflikt: Bette i Joan jako Joan Crawford
  - Susan Sarandon – Konflikt: Bette i Joan jako Bette Davis
  - Reese Witherspoon – Wielkie kłamstewka jako Madeline MacKenzie

#### Wybitny występ aktora w serialu dramatycznym
- Sterling K. Brown – Tacy jesteśmy jako Randall Pearson
  - Jason Bateman – Ozark jako Martin „Marty” Byrde
  - Peter Dinklage – Gra o tron as Tyrion Lannister
  - David Harbour – Stranger Things as Jim Hopper
  - Bob Odenkirk – Zadzwoń do Saula as Jimmy McGill/Saul Goodman

#### Wybitny występ aktorki w serialu dramatycznym
- Claire Foy – The Crown jako Elżbieta II
  - Millie Bobby Brown – Stranger Things jako Eleven
  - Laura Linney – Ozark jako Wendy Byrde
  - Elisabeth Moss – Opowieść podręcznej jako June Osborne/Offred
  - Robin Wright – House of Cards jako Claire Underwood

#### Wybitny występ aktora w serialu komediowym
- William H. Macy – Shameless jako Frank Gallagher
  - Anthony Anderson – Czarno to widzę jako Andre „Dre” Johnson
  - Aziz Ansari – Specjalista od niczego jako Dev Shah
  - Larry David – Pohamuj entuzjazm we własnej osobie
  - Sean Hayes – Will & Grace jako Jack McFarland
  - Marc Maron – GLOW jako Sam Sylvia

#### Wybitny występ aktorki w serialu komediowym
- Julia Louis-Dreyfus – Figurantka
  - Ellie Kemper – Unbreakable Kimmy Schmidt
  - Jane Fonda – Grace i Frankie
  - Uzo Aduba – Orange Is the New Black
  - Lily Tomlin – Grace i Frankie

#### Wybitny występ zespołu aktorskiego w serialu dramatycznym
- Tacy jesteśmy
  - The Crown
  - Gra o tron
  - Opowieść podręcznej
  - Stranger Things

#### Wybitny występ zespołu aktorskiego w serialu komediowym
- Figurantka
  - Czarno to widzę
  - Pohamuj entuzjazm
  - GLOW
  - Orange Is the New Black

#### Wybitny występ zespołu kaskaderskiego w serialu telewizyjnym
- Gra o tron
  - GLOW
  - Homeland
  - Stranger Things
  - Żywe trupy

### Nagroda za osiągnięcia życia
- Morgan Freeman